# مریم (فیلم ۱۳۳۲)
مریم فیلمی به کارگردانی مهدی بشارتیان و نویسندگی مهدی بشارتیان، محمدرضا زندی ساختهٔ سال ۱۳۳۲ است.

## بازیگران
- ثریا
- محمدرضا زندی
- جواد تقدسی